# Кафедра (освіта)
Ка́федра або кате́дра — базовий структурний підрозділ закладу вищої освіти (його філій, інститутів, факультетів), що проводить навчально-виховну і методичну діяльність з однієї або кількох споріднених спеціальностей, спеціалізацій чи навчальних дисциплін і здійснює наукову, науково-дослідну та науково-технічну діяльність за певним напрямом.
Завідувач кафедри, як правило, професор, відомий вчений. Крім того, під кафедрою розуміють самостійну наукову галузь, як предмет викладання в закладі вищої освіти або як предмет вивчення в дослідному.